# Una bambina
Una bambina (One Child) è un romanzo di Victoria Lynn Hayden, nota come Torey Hayden. La storia è stata scritta dall'autrice in otto giorni. La prima edizione del libro è stata pubblicata in lingua inglese nel 1980, in seguito è stato pubblicato in altre 28. La prima edizione italiana è uscita nel 1993 per la Corbaccio.
Da questo romanzo è stato tratto il film per la televisione Untamed love di Paul Aaron del 1995. Ha ispirato inoltre un'opera di teatro ed uno spettacolo di marionette in giapponese.

## Trama
Torey L. Hayden è un'insegnante alla quale viene affidata una classe di ragazzini difficili, che hanno squilibri mentali e problemi familiari e/o forme di autismo. Inizialmente fanno parte di questa classe otto bambini: Peter, un bambino di otto anni con disfunzioni neurologiche che lo portava a essere violento; Tyler, una bambina di otto anni che ha già tentato due volte il suicidio, la seconda volta ingoiando dell'acido muriatico che le aveva distrutto l'esofago; Max, sei anni, autistico; Freddie, sette anni, di cui non si conosce il disturbo; Sarah, una bambina di sette anni che ha subito violenze fisiche e sessuali dal padre e che si è chiusa in un mutismo quasi assoluto; Susannah Joy, sei anni, affetta da schizofrenia infantile, che le causa allucinazioni acustiche e visive, le quali la portano a passare le giornate a dondolarsi avanti e indietro; Guillermo, nove anni, collerico e cieco; e William, anche lui di nove anni, ossessionato da mille paure. Torey sarà affiancata per tutta la durata dell'anno scolastico da Whitney, una quattordicenne, e da Anton, un ventinovenne senza nessuna esperienza con i bambini.Nonostante le mille difficoltà, da settembre a gennaio i bambini hanno quasi tutti, tranne Susannah e Freddie, dei notevoli miglioramenti, anche se, a gennaio qualcosa arriva a rompere il debole equilibrio formatosi.
Viene assegnata alla classe di Torey, Sheila, una bambina aggressiva e priva di ogni autocontrollo, dal passato difficile. La nuova arrivata, infatti, è figlia di una quattordicenne che, quattro anni dopo la nascita della bambina, la abbandona in autostrada, dove poi verrà trovata abbracciata al guardrail, portandosi invece via il fratellino minore.
Sheila vive quindi col padre, un uomo  spesso ubriaco che la incolpa continuamente della partenza della moglie e del figlioletto.  
Dopo che Sheila rapisce il bambino di tre anni dei vicini, lo lega a un palo e gli dà fuoco, viene trascinata in tribunale e viene condannata alla reclusione in un ospedale statale, tuttavia al momento non ci sono posti disponibili; viene, quindi, affidata alla classe della Hayden in attesa di essere trasferita all'ospedale. Nonostante un paio di atti vandalici iniziali, che poi vanno pian piano a diventare sempre più radi, e alla sua costante diffidenza, Torey scopre nella bambina doti particolari: ella infatti è molto brava in matematica, legge anche se nessuno le ha mai insegnato e ha una discreta proprietà di linguaggio nonché, scoprirà la maestra, un quoziente intellettivo di 182 punti, quindi ben più alto della media. Torey si interessa a lei, facendole scoprire gli amici che ha accanto: lei, il suo fidanzato e i piccoli amici che popolano la "classe dei matti".